# Armorial des communes de la Sarthe
- il comporte peu ou pas de sources.
- il reste des blasons à dessiner dans cet armorial.
- certaines figures sont encore dans un format bitmap et doivent être vectorisées.

Blason du Maine : D'azur semé de fleurs de lys d'or (de France ancien) à la bordure de gueules chargée d'un lion d'argent en chef dextre.

Cette page dresse l'ensemble des armoiries (figures et blasonnements) des communes de la Sarthe disposant d'un blason connu à ce jour. Les communes employant un blason héraldiquement fautif (Armes à enquerre) sont maintenus dans cet armorial, la rubrique Détails mentionnant leur statut particulier et détaille l'erreur. Les communes sans blason et celles employant un pseudo-blason (dessins d'amateur ayant vaguement la forme d'un blason, mais ne respectant aucune règle de construction héraldique) sont volontairement exclues de cet armorial. Leur statut est mentionné à la fin de chaque initiale.
(1 dessin(s) en attente.  A )
- Haut – A
- B
- C
- D
- E
- F
- G
- H
- I
- J
- K
- L
- M
- N
- O
- P
- Q
- R
- S
- T
- U
- V
- W
- X
- Y
- Z

## A
| Blason de Aigné | Blason  | Deux écus ovales accolés: - De gueules à la fasce d'argent accompagnée de trois étoiles d'or rangées en chef et de trois coquilles d'argent en pointe. - D'argent à la fasce d'azur chargée de trois étoiles d'or et accompagnée de trois quintefeuilles de gueules. |
| Blason de Aigné | Détails | Le statut officiel du blason reste à déterminer. |

| Blason de Allonnes | Blason  | Divisé en chevron : au premier d’azur au cheval courant d’or, accompagné de deux besants du même en pointe et aux flancs, au deuxième de sinople à la tour d’or, crénelée de cinq pièces d'argent, maçonnée de sable ; au chevron abaissé d’argent brochant sur la partition. |
| Blason de Allonnes | Détails | Le statut officiel du blason reste à déterminer. |
| Blason de Allonnes | Alias   | De sinople au chevron d'argent soutenu d'une tour de gueules*; au chef d'azur* au chevron d'argent accosté de deux besants du même. * Il y a là non-respect de la règle de contrariété des couleurs : ces armes sont fautives (gueules et azur sur sinople).                  |

| Blason à dessiner | Blason  | De gueules à l'orgue du lieu d'or surmonté de deux clés du même passées en sautoir. |
| Blason à dessiner | Détails | Le statut officiel du blason reste à déterminer.                                    |

| Blason de Arçonnay | Blason  | D'argent à la hure de sanglier de sable, au chef de sinople chargé de trois merlettes du champ. |
| Blason de Arçonnay | Détails | Le statut officiel du blason reste à déterminer.                                                |

| Blason de Arnage | Blason  | Taillé ondé haussé à dextre et abaissé à senestre : au premier d'azur à trois pommes de pin d'or, au second d'or à la roue de gueules ; à la barre ondée d'argent, haussée à dextre et abaissée à senestre, brochant sur la partition. |
| Blason de Arnage | Détails | Le statut officiel du blason reste à déterminer. |

| Blason de Asnières-sur-Vègre | Blason  | D'or à la fasce ondée d'azur chargée de 3 burelles ondées d'argent, sommée d'un pont de 5 arches de gueules et maçonné de sable et accompagnée en pointe d'un âne passant de sable, au chef tiercé en pal au 1) d'azur semé de fleurs de lis d'or à trois clés d'argent brochantes, au 2) d'argent à un pommier arraché de sinople fruité de gueules, au 3) d'azur à une gerbe d'or liée de gueules. |
| Blason de Asnières-sur-Vègre | Détails | Adopté le 14 décembre 2015. |

| Blason de Assé-le-Riboul | Blason  | Parti émanché d'argent et de sable.     |
| Blason de Assé-le-Riboul | Détails | Sceau de Foulques Riboulé (XIVe siècle) |

| Blason de Aubigné-Racan | Blason  | D'azur au croissant d'argent accompagné de six croisettes potencées au pied fiché d'or, trois rangées en chef et trois rangées en pointe qui est de Bueil. |
| Blason de Aubigné-Racan | Détails | Conflit héraldique : le dessin présente quatre croisettes. Le statut officiel du blason reste à déterminer.                                                |

| Blason de Auvers-le-Hamon | Blason  | De sable à l'arbre renversé d'argent. |
| Blason de Auvers-le-Hamon | Détails | Armoiries du prieuré d'Auvers-le-Hamon signalées par M. D'HOZIER, dite de la commune d'Auvers-le-Hamon par l'abbé Toublet dans ses écrits sur l'histoire d'Auvers-le-Hamon et confirmées par la municipalité le 11 décembre 2018. |

Pas d'information pour les communes suivantes : Aillières-Beauvoir, Amné, Ardenay-sur-Mérize, Arthezé, Assé-le-Boisne, Les Aulneaux, Auvers-sous-Montfaucon, Avesnes-en-Saosnois, Avessé, Avezé, Avoise
- Haut – A
- B
- C
- D
- E
- F
- G
- H
- I
- J
- K
- L
- M
- N
- O
- P
- Q
- R
- S
- T
- U
- V
- W
- X
- Y
- Z

## B
| Blason de Le Bailleul | Blason  | D'or à l'écusson de sable, surmonté d'une tête de licorne coupée d'argent* et accompagné de trois carreaux d'orangé posés en losange, le tout accosté de deux vergettes de gueules, chacune accostée d'un filet en pal du même, à dextre pour celle de dextre et à senestre pour celle de senestre; à la filière d'azur. |
| Blason de Le Bailleul | Détails | * Il y a là non-respect de la règle de contrariété des couleurs : ces armes sont fautives (argent sur or). |

| Blason de Ballon | Blason  | D'azur à la fasce d'or accompagnée de trois besants d'argent.                        |
| Blason de Ballon | Détails | Armoiries composées par M. D'HOZIER, confirmées par la municipalité le 14 mars 1961. |

| Blason de Bazouges-sur-le-Loir | Blason  | D’azur au lion burelé d’argent et de gueules. |
| Blason de Bazouges-sur-le-Loir | Détails | Reprise sans brisure des armes de la première famille féodale du lieu, régnant sur Bazouges du Xe siècle à la fin du XIIe siècle. Blason historique : la commune a fusionné avec Cré-sur-Loir au 1er janvier 2017 pour former la commune nouvelle de Bazouges-Cré-sur-Loir. |

| Blason de Beaumont-sur-Dême | Blason  | De gueules à deux clés d'or passées en sautoir et au poignard romain d'argent, garni d'or et la pointe en bas, brochant, le tout accompagné aux angles du chef de deux grappes de raisin feuillées d'or. |
| Blason de Beaumont-sur-Dême | Détails | Le statut officiel du blason reste à déterminer. |

| Blason de Beaumont-sur-Sarthe | Blason  | D'azur semé de fleurs de lys d'or au lion du même brochant sur le tout.                                                                           |
| Blason de Beaumont-sur-Sarthe | Détails | Armoiries des vicomtes de Beaumont-Brienne, relevées par la municipalité le 9 mars 1961. La raison de l'usage du semé de France n'est pas connue. |

| Blason de Beillé | Blason  | Écartelé d'azur à la croix ancrée d'argent, et d'un parti émanché d'argent et de sable. |
| Blason de Beillé | Détails | Le statut officiel du blason reste à déterminer.                                        |

| Blason de Bérus | Blason  | De sinople à six tourteaux du champ bordés d'or, 2, 1, 2, 1 et chargés de meubles d'or: le 1er d'un lion ; le 2e d'une hure de sanglier, le 3e de trois molettes d'éperon accompagnées de trois croissants mal ordonnés, le second couché-contourné et le troisième tourné, le 4e de trois gibecières, le 5e d'un épi tigé et feuillé de deux pièces accompagné de cinq croisettes, et le 6e d'une feuille de chêne posée en barre. |
| Blason de Bérus | Détails | Armoiries adoptées par la municipalité en janvier 1987, de concepteur inconnu. |

| Blason de Bessé-sur-Braye | Blason  | D'azur à onze billettes d'argent ordonnées 4,3,4. |
| Blason de Bessé-sur-Braye | Détails | Le statut officiel du blason reste à déterminer.  |

| Blason de Bonnétable | Blason  | D'azur à trois gerbes d'or.                             |
| Blason de Bonnétable | Détails | Armoiries adoptées par la municipalité le 23 mars 1961. |

| Blason de Bosse (La) | Blason  | D'or à trois maillets de sinople.                |
| Blason de Bosse (La) | Détails | Le statut officiel du blason reste à déterminer. |

| Blason de Bouloire | Blason  | D'or à trois lions léopardés de sable armés et lampassés de gueules, l'un sur l'autre, le deuxième contourné. |
| Blason de Bouloire | Détails | Armoiries adoptées par la municipalité le 24 avril 1961.                                                      |

| Blason de Brûlon | Blason  | De gueules à une salamandre d'or dans sa patience du même, au chef d'argent chargé d'une crosse de sable mouvant du trait du chef. |
| Blason de Brûlon | Détails | Armoiries adoptées par la municipalité le 28 novembre 1960.                                                                        |

Pas d'information pour les communes suivantes : Ballon-Saint Mars, La Bazoge, Beaufay, Beaumont-Pied-de-Bœuf, Berfay, Bernay-en-Champagne, Béthon, Blèves, Boëssé-le-Sec, Bouër, Bousse, Brains-sur-Gée, Le Breil-sur-Mérize, Brette-les-Pins, Briosne-lès-Sables, La Bruère-sur-Loir.
Bourg-le-Roi porte un pseudo-blason.
- Haut – A
- B
- C
- D
- E
- F
- G
- H
- I
- J
- K
- L
- M
- N
- O
- P
- Q
- R
- S
- T
- U
- V
- W
- X
- Y
- Z

## C
| Blason de Cerans-Foulletourte | Blason  | D'or au lion de sable accompagné de huit coupeaux isolés de gueules posés en orle, quatre en chef et deux à chaque flanc. |
| Blason de Cerans-Foulletourte | Détails | Le statut officiel du blason reste à déterminer.                                                                          |
| Blason de Cerans-Foulletourte | Alias   | Taillé : au 1er d'azur à la canette contournée d'or, au 2e d'or à l'amphore de gueules posée en barre.                    |

| Blason de Challes | Blason  | Taillé:au 1er de sinople à l'écureuil contourné tenant une pomme de pin et assis sur une branche alésée, le tout au naturel, au 2e d'or à la coquille saint-Jacques renversée au naturel et à la rose de gueules, tigée et feuillée de sinople, posée en barre et brochant sur la coquille; à la cotice en barre ondée d'azur brochant sur la partition. |
| Blason de Challes | Détails | Le statut officiel du blason reste à déterminer. |

| Blason de Champagné | Blason  | Écartelé d'or à trois molettes de sable ; et d'argent à deux chevrons jumelés de gueules accompagnés de cinq merlettes contournées de sable 2, 2 et 1, celles de dextre posées en barre et celles de senestre posées en bande. |
| Blason de Champagné | Détails | Le statut officiel du blason reste à déterminer. |

| Blason de Chantenay-Villedieu | Blason  | D'azur à l'épi de blé d'or en pal, à la marguerite au naturel en bande et au bluet au naturel en barre, mouvant (hissant) tous trois d'une touffe d'herbe de sinople et surmontés d'un poisson en fasce d'argent. |
| Blason de Chantenay-Villedieu | Détails | Le statut officiel du blason reste à déterminer. |

| Blason de La Chapelle-Saint-Fray | Blason  | Parti:de sable à une chapelle d'or, et d'azur à saint Mamert d'argent; le tout au chef d'argent chargé de trois coquilles de gueules. |
| Blason de La Chapelle-Saint-Fray | Détails | Auteur JF Binon. Sur le site 2023. |

| Blason de La Chartre-sur-le-Loir | Blason  | D'azur au navire d'or surmonté de deux crosserons du même. |
| Blason de La Chartre-sur-le-Loir | Détails | Armoiries adoptées par la municipalité le 5 avril 1961.    |

| Blason de Chassillé | Blason  | Tiercé en pairle renversé : au 1er de sinople à une gerbe de blé d'or liée de gueules, au 2e d'azur à un lis des jardins tigé et feuillé au naturel, au 3e d'or à la fasce ondée d'azur ; le tout enfermé dans une bordure réduite de gueules. |
| Blason de Chassillé | Détails | Le statut officiel du blason reste à déterminer. |

| Blason de Château-du-Loir | Blason  | De gueules au château de trois tours couvertes d'argent, posé sur une rivière ondée du même, ombrée d'azur ; au chef de France. |
| Blason de Château-du-Loir | Détails | Conflit héraldique : le dessin présente une champagne d'argent. Armoiries d'origine antérieure à 1664, adoptées par la municipalité le 17 mars 1961.Blason Historique : la commune a fusionné le 1er janvier 2017 avec Montabon et Vouvray-sur-Loir pour former la commune nouvelle de Montval-sur-Loir |

| Blason de Château-l'Hermitage | Blason  | D'azur à trois fleurs de lys d'or accompagnées en abîme d'un château couvert, flanqué de deux tours couvertes, le tout d'or et girouetté d'argent. |
| Blason de Château-l'Hermitage | Détails | Le statut officiel du blason reste à déterminer.                                                                                                   |

| Blason de Chenu | Blason  | D’or à trois chênes arrachés de sinople, au chef de gueules chargé d’une tête de cheval adextrée d’une grappe de raisin feuillée d’une pièce et senestrée d’une pomme feuillée d’une pièce, le tout d’argent. |
| Blason de Chenu | Détails | Armes parlantes. (chênes) Le statut officiel du blason reste à déterminer. |

| Blason de Chérisay | Blason  | D'azur à la coccinelle soutenue de deux branches de chêne, les tiges passées en sautoir en pointe, le tout au naturel. |
| Blason de Chérisay | Détails | Le statut officiel du blason reste à déterminer.                                                                       |

| Blason de Chevillé | Blason  | Écartelé d'or à la barre de gueules, et du même à la barre du premier. |
| Blason de Chevillé | Détails | Le statut officiel du blason reste à déterminer.                       |

| Blason de Conlie | Blason  | D'argent au sautoir engrêlé de sable chargé d'un sautoir de gueules.                                                                                            |
| Blason de Conlie | Détails | * Il y a là non-respect de la règle de contrariété des couleurs : ces armes sont fautives (gueules sur sable). Le statut officiel du blason reste à déterminer. |

| Blason de Connerré | Blason  | D'azur semé de fleur de lys d'or, à trois clefs d'argent brochant sur le tout, les deux du chef adossées. |
| Blason de Connerré | Détails | Le statut officiel du blason reste à déterminer.                                                          |

| Blason de Coulongé | Blason  | D'argent au griffon de tenné. |
| Blason de Coulongé | Détails | La volonté initiale de la municipalité était de colorer le griffon de senois, une couleur rarissime en héraldique similaire à l'ocre, pour rappeler la couleur des maisons locales. Le tenné lui fut préféré par les héraldistes à fin de consensus. Le statut officiel du blason reste à déterminer. |

| Blason de Courcemont | Blason  | Écartelé: au 1er d'or à un mont de trois coupeaux de gueules, le tout vêtu de sinople, au 2d de gueules à la croix d'argent chargée de cinq tourteaux du champ, au 3e d'argent à trois hures de sanglier de sable défendues du champ, au 4e d'azur à six gerbes d'or liées de sable, 3, 2 et 1. |
| Blason de Courcemont | Détails | Le statut officiel du blason reste à déterminer. |

| Blason de Courcival | Blason  | Tiercé en pairle renversé: au 1er de sinople à la vache de race « saosnoise » paissant au naturel, au 2e de gueules à la balance potencée d'or, le fléau posé en bande, au 3e d'argent à trois fasces ondées d'azur et à la gerbe de blé d'or, liée de gueules, brochant sur les fasces. |
| Blason de Courcival | Détails | Creation JF Binon; adoptée en 2024 |

| Blason de Courdemanche | Blason  | Fascé d'or et de vair.                                   |
| Blason de Courdemanche | Détails | Armoiries adoptées par la municipalité au début de 2012. |

Pas d'information pour les communes suivantes : Chahaignes, Champfleur, Champrond, Changé, La Chapelle-aux-Choux, La Chapelle-d'Aligné, La Chapelle-Saint-Aubin, La Chapelle-Saint-Rémy, Chaufour-Notre-Dame, Chemiré-en-Charnie, Chemiré-le-Gaudin, Chenay, Chérancé, Cherré, Cherreau, Le Chevain, Clermont-Créans, Cogners, Commerveil, Conflans-sur-Anille, Congé-sur-Orne, Contilly, Cormes, Coudrecieux, Coulaines, Coulans-sur-Gée, Coulombiers, Courcebœufs, Courcelles-la-Forêt, Courgains, Courgenard, Courtillers, Crannes-en-Champagne, Cré-sur-Loir, Crissé, Crosmières, Cures.
- Haut – A
- B
- C
- D
- E
- F
- G
- H
- I
- J
- K
- L
- M
- N
- O
- P
- Q
- R
- S
- T
- U
- V
- W
- X
- Y
- Z

## D
| Blason de Dangeul | Blason  | Écartelé : au 1er d'azur à une clé d'or en barre, au 2d d'or à une clé de sable en barre, au 3e d'or à un lion contourné de sable, au 4e d'azur à un lion d'or. |
| Blason de Dangeul | Détails | Armoiries adoptées par la municipalité le 11 décembre 2012. |

| Blason de Dollon | Blason  | D'argent à trois renards de gueules passant l'un au-dessus de l'autre. |
| Blason de Dollon | Détails | Le statut officiel du blason reste à déterminer.                       |

Pas d'information pour les communes suivantes : Degré, Dehault, Dissay-sous-Courcillon, Dissé-sous-Ballon, Dissé-sous-le-Lude, Domfront-en-Champagne, Doucelles, Douillet, Duneau, Dureil.
- Haut – A
- B
- C
- D
- E
- F
- G
- H
- I
- J
- K
- L
- M
- N
- O
- P
- Q
- R
- S
- T
- U
- V
- W
- X
- Y
- Z

## E
| Blason de Écommoy | Blason  | Vairé de gueules et d'argent, à la fasce du premier chargée de trois besants d'or. |
| Blason de Écommoy | Détails | Armoiries adoptées par la municipalité le 18 avril 1961.                           |

| Blason de Épineu-le-Chevreuil | Blason  | D'argent à l'arbre épineux de sinople accompagné, en chef, de deux chouettes affrontées d'or* et, en pointe, de deux croix de Jérusalem du même*.                                              |
| Blason de Épineu-le-Chevreuil | Détails | Armes parlantes. (arbre épineux) * Il y a là non-respect de la règle de contrariété des couleurs : ces armes sont fautives (or sur argent. Ces armes sont inspirées de la Croix de Jérusalem). |

| Blason de Étival-lès-le-Mans | Blason  | De gueules à la croix aux extrémités pattées et à la traverse alésée, d'argent, cantonnée au 1er et au 4e d'un trèfle d'or, au 2e et au 3e d'une fleur de lis du même le tout soutenu d'un mur en champagne d'argent, maçonné et ouvert de sable. |
| Blason de Étival-lès-le-Mans | Détails | Le statut officiel du blason reste à déterminer. |

Pas d'information pour les communes d'Écorpain et d'Évaillé.
- Haut – A
- B
- C
- D
- E
- F
- G
- H
- I
- J
- K
- L
- M
- N
- O
- P
- Q
- R
- S
- T
- U
- V
- W
- X
- Y
- Z

## F
| Blason de Fatines | Blason  | Taillé : au 1) de gueules au lion d’or, au 2) d’azur à la coquille d’or ;à la cotice en barre ondée d’argent brochant sur la partition. |
| Blason de Fatines | Détails | Présenté par Monsieur Drieu et adopté le 22 décembre 1992.                                                                              |

| Blason de La Ferté-Bernard | Blason  | De gueules au lion léopardé d'or, au chef de France. |
| Blason de La Ferté-Bernard | Détails | Armoiries portées depuis le XIXe siècle et confirmées par la municipalité le 24 avril 1961. Rien ne justifie le port par cette commune du Chef de France (normalement octroyé par concession royale), aussi ces armes sont sujettes à caution. |

| Blason de La Flèche | Blason  | De gueules à une flèche d'argent accostée de deux tours du même maçonnées de sable, au chef de France*. |
| Blason de La Flèche | Détails | Armes parlantes. Les armoiries ci-contre furent attribuées par D'HOZIER au Corps des officiers de la ville — et non à la ville elle-même — au cours du XVIIe siècle, et par la municipalité à leurs armes officielles (en alias) le 24 avril 1961. Le Chef de France, attribué par D'HOZIER et non pas par Louis XIV, n'a pas lieu de distinction de Bonne ville de France, et constitue donc une enquerre. |
| Blason de La Flèche | Alias   | Écartelé de sinople à une bande d'or, et du même à un pal du premier. |

| Blason de Fontenay-sur-Vègre | Blason  | Parti de gueules à une crosse d'or en pal brochant sur une fontaine héraldique d'argent de trois sources, remplie d'azur ; et d'un mi-parti d'azur à une fleur de lis d'or ; le tout enfermé dans une bordure partie d'or et de gueules. Ornements extérieurs - gerbe de blé d'or à dextre, de roseau au naturel à senestre, les deux liées de gueules en pointe - couronne murale à trois tours en timbre |
| Blason de Fontenay-sur-Vègre | Détails | Armes parlantes (fontaine/fontenay). Armoiries conçues par M. Romain BONTEMPS, et adoptées par la municipalité en juin 2015. |

| Blason de Fresnay-sur-Sarthe | Blason  | Parti d'or à un frêne arraché de sinople ; et d'azur semé de fleurs de lis d'or, au lion du même brochant sur le semé. |
| Blason de Fresnay-sur-Sarthe | Détails | Armes parlantes. Armoiries adoptées par la municipalité le 7 avril 1961.                                               |

| Blason de La Fresnaye-sur-Chédouet | Blason  | De gueules à trois frênes arrachés d'or.                                  |
| Blason de La Fresnaye-sur-Chédouet | Détails | Armes parlantes. Armoiries adoptées par la municipalité le 12 avril 1961. |

Pas d'information pour les communes de Fay, Fercé-sur-Sarthe, Fillé, Flée, La Fontaine-Saint-Martin et Fyé.
- Haut – A
- B
- C
- D
- E
- F
- G
- H
- I
- J
- K
- L
- M
- N
- O
- P
- Q
- R
- S
- T
- U
- V
- W
- X
- Y
- Z

## G
| Blason de Gesnes-le-Gandelin | Blason  | D'argent à la fasce vivrée de gueules accompagnée de treize mouchetures d'hermine de sable, quatre rangées en chef, neuf ordonnées 5 et 4 en pointe. |
| Blason de Gesnes-le-Gandelin | Détails | Le statut officiel du blason reste à déterminer. |

| Blason de Grand-Lucé (Le) | Blason  | D'or au lion d'azur, armé et lampassé de gueules, au chef soudé d'argent* chargé de trois pommes de pin de sinople.                                    |
| Blason de Grand-Lucé (Le) | Détails | * Ces armes emploient le terme « cousu » dans le seul but de contrevenir à la règle de contrariété des couleurs : elles sont fautives (argent sur or). |

| Blason de Guécélard | Blason  | De sable à la bande fuselée d'argent.            |
| Blason de Guécélard | Détails | Le statut officiel du blason reste à déterminer. |

Pas d'information pour les communes de Grandchamp, Gréez-sur-Roc et La Guierche.
- Haut – A
- B
- C
- D
- E
- F
- G
- H
- I
- J
- K
- L
- M
- N
- O
- P
- Q
- R
- S
- T
- U
- V
- W
- X
- Y
- Z

## J
| Blason de Juillé | Blason  | D'azur à la bande accompagnée de six merlettes posées en orle, le tout d'or.    |
| Blason de Juillé | Détails | Armes de la famille de Juillé. Le statut officiel du blason reste à déterminer. |

Pas d'information pour les communes suivantes : Jauzé, Joué-en-Charnie, Joué-l'Abbé, Juigné-sur-Sarthe et Jupilles ; ne dispose d'un blason.

## L
| Blason de Laigné-en-Belin | Blason  | D'azur à trois gerbes d'or.                      |
| Blason de Laigné-en-Belin | Détails | Le statut officiel du blason reste à déterminer. |

| Blason de Lavardin | Blason  | D'azur à onze billettes d'argent 4, 3 et 4       |
| Blason de Lavardin | Détails | Le statut officiel du blason reste à déterminer. |

| Blason de Lignieres-la-Carelle | Blason  | D'azur au léopard d'or surmonté d'une chapelle d'argent essorée de gueules et accostée de deux arbres de sinople*, soutenu d'une divise ondée, alésée et entée aux extrémités, d'argent chargée de deux poissons d'or* ; à la bordure réduite de gueules*. |
| Blason de Lignieres-la-Carelle | Détails | * Il y a là non-respect de la règle de contrariété des couleurs : ces armes sont fautives (sinople sur azur, or sur argent et gueules sur azur). |

| Blason de Loué | Blason  | Chevronné d'or et de gueules de huit pièces, au chef d'azur chargé de trois écrevisses d'or. Ornements extérieurs - deux coqs au naturel aux flancs - deux gerbes de blé liées en pointe |
| Blason de Loué | Détails | Armoiries adoptées par la municipalité le 14 décembre 1961. |
| Blason de Loué | Alias   | Version avec ornements extérieurs |

| Blason de Le Luart | Blason  | D’azur à trois rencontres de cerf d’or.                                                                   |
| Blason de Le Luart | Détails | Blasons des LE GRAS DU LUARD, anciens seigneurs du lieu. Le statut officiel du blason reste à déterminer. |

| Blason de Luché-Pringé | Blason  | De gueules à une coquille d'or surmontée d'une cordelière d'argent, au chef parti d'azur à une fleur de lys d'or et à la bordure du champ, et coupé d'argent et d'azur au pal brochant de l'un et de l'autre. |
| Blason de Luché-Pringé | Détails | * Il y a là non-respect de la règle de contrariété des couleurs : ces armes sont fautives (gueules sur azur). Le statut officiel du blason reste à déterminer.                                                |

| Blason de Le Lude | Blason  | D'azur à la croix engrêlée d'argent.                                                 |
| Blason de Le Lude | Détails | Armoiries de la famille de DAILLON, adoptées par la municipalité le 17 juillet 1961. |
| Blason de Le Lude | Alias   | Palé-contre-palé d’azur et d’argent. (D'Hozier)                                      |

Pas d'information pour les communes suivantes : La Chapelle-du-Bois, La Chapelle-Gaugain, La Chapelle-Huon, Lamnay, Lavaré, Lavenay, Lavernat, Le Grez, Lhomme, Ligron, Livet-en-Saosnois, Lombron, Longnes, Louailles, Louplande, Louvigny, Louzes, Lucé-sous-Ballon, Luceau
- Haut – A
- B
- C
- D
- E
- F
- G
- H
- I
- J
- K
- L
- M
- N
- O
- P
- Q
- R
- S
- T
- U
- V
- W
- X
- Y
- Z

## M
| Blason de Malicorne-sur-Sarthe | Blason  | De sable à trois poissons d'argent l'un sur l'autre, mantelé du même chargé de cinq fasces de gueules. |
| Blason de Malicorne-sur-Sarthe | Détails | Armoiries adoptées par la municipalité le 10 novembre 1961..                                           |

| Blason de Mamers | Blason  | Coupé d'azur semé de fleurs de lys d'or, au lion du même brochant sur le tout (de Beaumont-Brienne) ; et d'argent au léopard de sable (de Beauvilliers). |
| Blason de Mamers | Détails | Coupé des armes de la famille de BEAUMONT-BRIENNE, et des armes de la Duchesse de BEAUVILLIERS. Le statut officiel du blason reste à déterminer.         |

| Blason de Le Mans | Blason  | De gueules à la croix d'or chargée d'une clef de sable en pal et cantonnée de quatre chandeliers d'argent ; au chef de France ; le tout bordé d'or. Ornements extérieurs - Branches de laurier aux flancs. - croix de guerre 1939-1945 appendue en pointe (ordre de la Division - Décision no 67 du 11 novembre 1948) ». - Couronne murale de 5 tours en timbre |
| Blason de Le Mans | Détails | Le statut officiel du blason reste à déterminer. |
| Blason de Le Mans | Alias   | Version avec ornements extérieurs. |

| Blason de Mansigné | Blason  | De sinople au chevron abaissé d'argent surmonté d'un besant d'or à dextre et d'un cheval cabré du même à senestre, et d'une tour du même ouverte, ajourée et maçonnée de sable en pointe. |
| Blason de Mansigné | Détails | Le statut officiel du blason reste à déterminer. |

| Blason de Marçon | Blason  | D'argent à trois épis de blé soudés d'or* sur une seule tige feuillée du même,* posée en bande, à un sarment de vigne de sinople feuillé d'une pièce du même et fruité d'une grappe de pourpre, posé en barre, les parties basses passées en sautoir et liées de gueules, à la filière du troisième. |
| Blason de Marçon | Détails | * Ces armes emploient le terme « cousu » dans le seul but de contrevenir à la règle de contrariété des couleurs : elles sont fautives (or sur argent). |

| Blason de Mareil-sur-Loir | Blason  | D'azur à la fasce ondée d'argent accompagnée de trois feuilles de vigne, celle à dextre en pointe, les deux autres en chef, au bâton de saint Christophe posé en bande à dextre, entre les feuilles du chef et celle de la pointe, et brochant sur la rivière, le tout du même ; au chef d'or chargé de quatre quintefeuilles de gueules. |
| Blason de Mareil-sur-Loir | Détails | La fasce ondée représente le Loir, les feuilles de vigne, le vignoble. Quant au bâton, il évoque saint Christophe, patron de la paroisse. Le chef indique que c'est un village fleuri. Le statut officiel du blason reste à déterminer.                                                                                                   |

| Blason de Maresché | Blason  | D'azur à un manteau d'or posé sur le fil d'une épée en fasce d'argent, la garde à senestre d'or ; le tout surmonté d'une fleur de lis du même à dextre et d'une tour d'or maçonnée, ouverte et ajourée de sable à senestre ; à la plaine ondée d'argent. |
| Blason de Maresché | Détails | Le statut officiel du blason reste à déterminer. |

| Blason de Marigné-Laillé | Blason  | De sinople au rencontre de cerf d'or, au chef d'argent chargé de trois fleurs de lin d'azur. |
| Blason de Marigné-Laillé | Détails | Armoiries adoptées par la municipalité le 22 octobre 2004.                                   |

| Blason de Marolles-les-Braults | Blason  | D'azur à la tour d'or maçonnée de sable accompagnée de trois croissants d'argent. |
| Blason de Marolles-les-Braults | Détails | Armoiries de la famille de DESSON-SAINT-AIGNAN, éteinte, attribuées à la ville par la mère de M. le Comte Harold de MILLEVILLE, maire du lieu à la sortie de la 2de Guerre Mondiale. Armoiries adoptées par la municipalité le 30 octobre 1961. |

| Blason de Marolles-lès-Saint-Calais | Blason  | Coupé ondé : au 1er parti au I de sinople à une gerbe de blé d'or liée de gueules, au II d'argent à une volute de crosse de gueules, au 2d d'azur à une aigle essorante d'or. |
| Blason de Marolles-lès-Saint-Calais | Détails | Adopté en 2021. Auteur(s)J.-F. Binon |

| Blason de Mayet | Blason  | D'azur à une vire d'argent accompagnée de trois éclairs du même à chaque flanc ; le tout soutenu de trois émanches d'or mouvant de la pointe, chargées : à dextre d'une pomme de pin de gueules tigée et feuillée de sable, en cœur de trois épis de blé mouvant de la pointe, tigés et feuillés de sinople, à senestre d'une pomme de gueules tigée et feuillée de sable. |
| Blason de Mayet | Détails | Le statut officiel du blason reste à déterminer. |

| Blason de La Milesse | Blason  | De gueules aux quatre pals d’or.                 |
| Blason de La Milesse | Détails | Le statut officiel du blason reste à déterminer. |

| Blason de Moncé-en-Belin | Blason  | Tiercé en fasce: au 1er d'argent à trois aigles au vol abaissé d'or*, au 2e d'azur à trois heaumes tarés de profil d'argent, au 3e d'or à un pont voûté alésé à une arche d'argent et maçonné de sable, adextré d'une pomme de pin au naturel et senestré d'une clé de sol de sable. |
| Blason de Moncé-en-Belin | Détails | * Il y a là non-respect de la règle de contrariété des couleurs : ces armes sont fautives (or sur argent). |

| Blason de Monhoudou | Blason  | D'or à trois têtes de lion arrachées d'azur et lampassées de gueules, au chef du même.                                                                                        |
| Blason de Monhoudou | Détails | Armoiries de la famille LE BOUYET DE SAINT-GERVAIS DE MONHOUDOU. Blason non-adopté, mis à disposition de la municipalité par M. le Maire, Michel de MONHOUDOU, son détenteur. |

| Blason de Montabon | Blason  | D'argent à une roue de sable posée sur un filet en fasce du même, accompagnée en chef de deux grappes de raisin de pourpre mises en chevron, et soutenue d'une mer d'azur mouvant de la pointe. |
| Blason de Montabon | Détails | Blason Historique : la commune a fusionné le 1er janvier 2017 avec Château-du-Loir et Vouvray-sur-Loir pour former la commune nouvelle de Montval-sur-Loir.                                     |

| Blason de Montfort-le-Gesnois | Blason  | De gueules à deux léopards d'or passant l'un sur l'autre.                                                                                        |
| Blason de Montfort-le-Gesnois | Détails | Les armes actuelles de la ville de Montfort le Gesnois reprennent celles de l'ancienne maison de Montfort (arrêté municipal du 29 juillet 1961). |

| Blason de Montmirail | Blason  | Fascé d'argent et de sable de dix pièces, au lion de gueules brochant sur le tout. |
| Blason de Montmirail | Détails | Armoiries adoptées par la municipalité le 21 mars 1961.                            |

| Blason de Montreuil-le-Henri | Blason  | D'argent à trois têtes de chien de sable allumées, languées, colletées, bouclées et arrachées de gueules.                 |
| Blason de Montreuil-le-Henri | Détails | Reprise des armes de la famille DE LAMANDAYE, anciens seigneurs du lieu. Le statut officiel du blason reste à déterminer. |

| Blason de Mont-Saint-Jean | Blason  | Écartelé d'azur au chevron d'or accompagné de deux roses d'argent en chef et d'un soleil du second en pointe, et d'azur au sautoir d'or cantonné de seize losanges d'argent posées quatre en croix et douze en orle. |
| Blason de Mont-Saint-Jean | Détails | Le statut officiel du blason reste à déterminer. |

| Blason de Moulins-le-Carbonnel | Blason  | Coupé de gueules et d'azur, à trois tourteaux d'hermine brochant sur le tout et à la filière d'or. |
| Blason de Moulins-le-Carbonnel | Détails | Le statut officiel du blason reste à déterminer.                                                   |

| Blason de Mulsanne | Blason  | De sinople au chevron ployé d'argent chargé d'une ombre d'automobile contournée en pointe à dextre et d'une ligne discontinue de sable en chef et en pointe à senestre, accompagné en chef de deux abeilles d'or, au chef d'azur soutenu aussi d'argent chargé d'un avion biplan en demi-profil du même. |
| Blason de Mulsanne | Détails | Le champ de sinople évoque les champs, prairies et bois, ainsi que l’activité agricole qui subsiste encore sur la commune. Les abeilles rappellent l’origine supposée du nom de Mulsanne : de Mulsus, peut-être parce que l’on y recueillait beaucoup de miel. Le chevron symbolise le virage de Mulsanne, et la voiture les «24 heures du Mans», grâce auxquelles le nom de la commune est connu à l'international. Le chef d'azur représente le ciel qui vit le vol de l’avion piloté par Wilbur Wright, aux Hunaudières, en 1908. La burelle d’argent fait référence à une piste d’atterrissage. Conflit héraldique : l'abeille est représentée avec des parties de sable. Le statut officiel du blason reste à déterminer. |

Pas d'information pour les communes de Maigné, Maisoncelles, Mareil-en-Champagne, Marollette, Les Mées, Melleray, Meurcé, Mézeray, Mézières-sous-Lavardin, Mézières-sur-Ponthouin, Moitron-sur-Sarthe, Moncé-en-Saosnois, Montaillé et Montbizot.
- Haut – A
- B
- C
- D
- E
- F
- G
- H
- I
- J
- K
- L
- M
- N
- O
- P
- Q
- R
- S
- T
- U
- V
- W
- X
- Y
- Z

## N
| Blason de Nogent-le-Bernard | Blason  | Tiercé en pairle renversé : au 1er de sinople à une gerbe d'or liée de gueules, au 2d du même à un coq d'or, au 3e d'argent au lion léopardé de sable, armé et lampassé de gueules. |
| Blason de Nogent-le-Bernard | Détails | Armoiries adoptées par la municipalité en 2016. |

| Blason de Noyen-sur-Sarthe | Blason  | D'azur à dix étoiles d'argent ordonnées 4, 3, 2, et 1, au chef du même chargé de trois ruches de sinople ; le tout enfermé dans une bordure engrêlée de gueules. |
| Blason de Noyen-sur-Sarthe | Détails | Le statut officiel du blason reste à déterminer. |

| Blason de Nouans | Blason  | Écartelé : au 1er d'argent à trois chevrons de sinople, au 2d fascé d'argent et de sinople, au 3e fascé de sinople et d'argent, au 4e d'argent à deux chevrons de sinople. |
| Blason de Nouans | Détails | Le statut officiel du blason reste à déterminer. |

Pas d'information pour les communes suivantes : Nauvay, Neufchâtel-en-Saosnois, Neuvillalais, Neuville-sur-Sarthe, Neuvillette-en-Charnie, Neuvy-en-Champagne, Nogent-sur-Loir, Notre-Dame-du-Pé, Nuillé-le-Jalais
- Haut – A
- B
- C
- D
- E
- F
- G
- H
- I
- J
- K
- L
- M
- N
- O
- P
- Q
- R
- S
- T
- U
- V
- W
- X
- Y
- Z

## O
Ni Oisseau-le-Petit, ni Oizé, ne disposent d'un blason connu à ce jour.

## P
| Blason de Parcé-sur-Sarthe | Blason  | De sable fretté d'argent, au chef du même chargé d'un lion issant de gueules, couronné, lampassé et armé d'azur . |
| Blason de Parcé-sur-Sarthe | Détails | Reprise des armes de Geoffroy de Champagne, seigneur du lieu, qui prit part à la première croisade de 1097 à 1099. Il libéra le Comte de Blois des geôles musulmanes, et en récompense prit ces armes. Le statut officiel du blason reste à déterminer. |

| Blason de Peray | Blason  | Tiercé en pairle renversé : au 1er de gueules à un poirier d'or, au 2d de sinople à saint Jouin ermite d'or, au 3e d'argent à deux burelles ondées d'azur. |
| Blason de Peray | Détails | Armes parlantes. (poirier) Armoiries conçues par M. Jean-François BINON, et adoptées par la municipalité en 2018.                                          |

| Blason de Pincé | Blason  | Écartelé de gueules à la bande de menu-vair à plomb accompagnée de deux étoiles d'or, et du même à une couleuvre d'azur ondoyante en pal. |
| Blason de Pincé | Détails | Le statut officiel du blason reste à déterminer.                                                                                          |

| Blason de Poncé-sur-le-Loir | Blason  | D'argent à trois merlettes de sable, au chef de gueules chargé de trois fleurs de lys d'or. |
| Blason de Poncé-sur-le-Loir | Détails | Le statut officiel du blason reste à déterminer.                                            |

| Blason de Pontvallain | Blason  | D'azur à un pont à trois arches d'or maçonné de sable, sur des ondes d'argent mouvant de la pointe, surmonté d'un écusson du même chargé d'une aigle bicéphale au vol abaissé de sable, becquée et membrée de gueules, et d'une cotice du même brochante (armes de Bertrand Du Guesclin). |
| Blason de Pontvallain | Détails | Armes parlantes. (pont) Armoiries adoptées par la municipalité le 27 avril 1961. |

| Blason de Précigné | Blason  | D’or à la croix de gueules chargée de cinq coquilles d’argent, cantonnée de seize alérions d’azur, quatre par canton.                    |
| Blason de Précigné | Détails | Reprise des armes de la famille de MONTMORENCY, brisées par l'ajout des cinq coquilles. Le statut officiel du blason reste à déterminer. |

| Blason de Prévelles | Blason  | Tiercé en pairle renversé: au 1) d'azur à une fleur de lis d'or, au 2) de gueules au lion couronné d'or, au 3) d'argent à un pichet «Tuilans» de sinople. |
| Blason de Prévelles | Détails | Création JF Binon, adoptée septembre 2023 |

Pas d'information pour les communes suivantes : Panon, Parennes, Parigné-l'Évêque, Parigné-le-Pôlin, Pezé-le-Robert, Piacé, Pirmil, Pizieux, Poillé-sur-Vègre, Préval, Pruillé-l'Éguillé, Pruillé-le-Chétif
- Haut – A
- B
- C
- D
- E
- F
- G
- H
- I
- J
- K
- L
- M
- N
- O
- P
- Q
- R
- S
- T
- U
- V
- W
- X
- Y
- Z

## Q
| Blason de La Quinte | Blason  | Losangé d'argent et de gueules.                  |
| Blason de La Quinte | Détails | Le statut officiel du blason reste à déterminer. |

## R
| Blason de Roézé-sur-Sarthe | Blason  | Tiercé en fasce : au 1er d'argent à trois roses de gueules boutonnées d'or rangées en fasce, au 2d d'azur au lion léopardé de gueules*, au 3e de sinople à deux fleurs de lis d'argent. |
| Blason de Roézé-sur-Sarthe | Détails | Armes parlantes. (roses) * Il y a là non-respect de la règle de contrariété des couleurs : ces armes sont fautives (gueules sur azur).                                                  |

| Blason de Rouez-en-Champagne | Blason  | D'argent au lion de gueules.                     |
| Blason de Rouez-en-Champagne | Détails | Le statut officiel du blason reste à déterminer. |

Pas d'information pour les communes suivantes : Rahay, René, Rouessé-Fontaine, Rouessé-Vassé, Rouillon, Rouperroux-le-Coquet, Ruaudin, Ruillé-en-Champagne, Ruillé-sur-Loir.
Requeil porte un pseudo-blason.
- Haut – A
- B
- C
- D
- E
- F
- G
- H
- I
- J
- K
- L
- M
- N
- O
- P
- Q
- R
- S
- T
- U
- V
- W
- X
- Y
- Z

## S
| Blason de Sablé-sur-Sarthe | Blason  | Coupé d’or à l’aigle d’azur becquée, languée et membrée d’argent ; et du même à la tour de sable. |
| Blason de Sablé-sur-Sarthe | Détails | Armoiries adoptées par la municipalité le 29 juillet 1982.                                        |
| Blason de Sablé-sur-Sarthe | Alias   | D'argent à la tour de sable maçonnée du champ.                                                    |

| Blason de Saint-Calais | Blason  | D'azur à trois gourdes (calebasses) d'or.        |
| Blason de Saint-Calais | Détails | Le statut officiel du blason reste à déterminer. |

| Blason à dessiner | Blason  | Taillé ondé: au 1er d'azur à quatre glands d'or, la cupule vers le chef, un au premier canton, les trois autres rangés en barre, au 2e d'or à trois pigeonniers de sable, ouverts et ajourés du champ, rangés en barre; au filet ondé d'argent brochant sur la partition. |
| Blason à dessiner | Détails | Le statut officiel du blason reste à déterminer. |

| Blason de Saint-Corneille | Blason  | D’or à trois coqs contournés de gueules.         |
| Blason de Saint-Corneille | Détails | Le statut officiel du blason reste à déterminer. |

| Blason de Saint-Denis-d'Orques | Blason  | Parti de gueules à la bande d'or, et d'azur semé de fleurs de lis d'or, au lion du même brochant ; sur le tout de sinople au grêlier d'or surmonté d'une fasce ondée d'argent et soutenu de deux épis de blé tigés et feuillés d'or, posés en chevron renversé et les tiges passées en sautoir en pointe, au chef d'argent chargé de trois trèfles de sinople. |
| Blason de Saint-Denis-d'Orques | Détails | Le champ dextre reprend les armes de Geoffroy de LOUDUN, évêque du Mans, dont les reliques se trouvent dans l'église du lieu. Le champ senestre reprend les armes de la Chartreuse du Parc. Le statut officiel du blason reste à déterminer. |

| Blason de Saint-Georges-du-Bois | Blason  | D’azur à un bois d’argent, au chef du même chargé d’une croix de gueules.                                            |
| Blason de Saint-Georges-du-Bois | Détails | Armes parlantes. (bois) Armoiries conçues par M. Jean-Claude MOLINIER, adoptées par la municipalité en octobre 1999. |

| Blason de Saint-Georges-du-Rosay | Blason  | D'azur à la croix ancrée d'argent.               |
| Blason de Saint-Georges-du-Rosay | Détails | Le statut officiel du blason reste à déterminer. |

| Blason de Saint-Germain-d'Arcé | Blason  | D'azur à la croix cantonnée au 1er d'une tête de cerf contournée et au 2d d'un poisson posé en bande, le tout d'argent. |
| Blason de Saint-Germain-d'Arcé | Détails | Le statut officiel du blason reste à déterminer.                                                                        |

| Blason de Saint-Gervais-de-Vic | Blason  | D'azur au chevron d'argent chargé de cinq burelles de gueules, accompagné de deux lézards montants en pal d'argent en chef, et en pointe de trois billettes mal ordonnées du même, au chef de gueules* chargé d'un léopard aussi d'argent accosté de deux roses d'or. |
| Blason de Saint-Gervais-de-Vic | Détails | Armoiries conçues par M. Jean-Paul FERNON. * Il y a là non-respect de la règle de contrariété des couleurs : ces armes sont fautives (gueules sur azur). |

| Blason de Saint-Jean-de-la-Motte | Blason  | D’azur à trois moutons d’argent.                 |
| Blason de Saint-Jean-de-la-Motte | Détails | Le statut officiel du blason reste à déterminer. |

| Blason de Saint-Léonard-des-Bois | Blason  | D'azur à la crosse d'or entortillée d'un serpent contourné du même; à la filière du même. |
| Blason de Saint-Léonard-des-Bois | Détails | Le statut officiel du blason reste à déterminer.                                          |

| Blason de Saint-Mars-la-Brière | Blason  | Écartelé d'azur à la croix ancrée d'argent, et d'un émanché en pal de quatre pièces du même, sur trois et deux demies de sable. |
| Blason de Saint-Mars-la-Brière | Détails | Le statut officiel du blason reste à déterminer.                                                                                |

| Blason de Saint-Ouen-de-Mimbré | Blason  | D'or, à la croix engrêlée de sable, cantonnée de quatre lions de gueules, armés, lampassés de sable. |
| Blason de Saint-Ouen-de-Mimbré | Détails | Le statut officiel du blason reste à déterminer.                                                     |

| Blason de Saint-Ouen-en-Belin | Blason  | Écartelé de gueules à six burelles d'argent, et d'un parti d'azur à la croix d'or, et d'argent au lion de gueules. |
| Blason de Saint-Ouen-en-Belin | Détails | Le statut officiel du blason reste à déterminer.                                                                   |

| Blason de Saint-Paterne | Blason  | D'or à trois hures de sanglier de sable allumées et défendues de gueules. |
| Blason de Saint-Paterne | Détails | Armes de la famille LE COUSTELLIER, anciens seigneurs de la commune au XIVe siècle, relevées par la commune le jour de leur adoption. Blason historique : la commune a fusionné au 1er janvier 2017 avec Le Chevain pour former la commune nouvelle de Saint-Paterne-Le Chevain. Armoiries adoptées par la municipalité le 30 septembre 1961. |

| Blason de Saint-Pierre-des-Bois | Blason  | Tiercé en pairle renversé : au 1er de gueules au lion d'argent tenant en ses pattes une gerbe d'or posée en bande, au 2d d'argent à un chêne au naturel, au 3e d'azur à deux clefs d'or passées en sautoir. |
| Blason de Saint-Pierre-des-Bois | Détails | Armoiries conçues par M. Jean-François BINON, date d'adoption par la municipalité inconnue. Le lion est repris du blason de la Sarthe, le blé symbolise une commune agricole, les clefs et le chêne sont les attributs du saint éponyme de la commune et le chêne rappelle aussi le nom de la commune. Le statut officiel du blason reste à déterminer. |

| Blason de Saint-Rémy-du-Val | Blason  | Parti de gueules à deux fasces d'or (D'Harcourt), et d'azur à la barre d'argent.                                                             |
| Blason de Saint-Rémy-du-Val | Détails | Le blason reprend à sa dextre les armes des HARCOURT, qui tinrent le Sonnois au 14e siècle. Le statut officiel du blason reste à déterminer. |

| Blason de Saint-Saturnin | Blason  | Parti émanché d'un flanc à l'autre de trois pièces et une demie d'or mouvant du flanc dextre et d'une demie et trois de gueules mouvant du flanc senestre. |
| Blason de Saint-Saturnin | Détails | Le statut officiel du blason reste à déterminer. |

| Blason de Saint-Symphorien | Blason  | Parti : au 1er d'argent à deux fasces de sable et à une abeille d'or brochante, au 2d de sinople à un chêne d'or. |
| Blason de Saint-Symphorien | Détails | Adopté en 2022.                                                                                                   |

| Blason de Sainte-Sabine-sur-Longève | Blason  | Taillé abaissé à la bande ondée d'azur : écartelé en chef, au premier d'azur à la fleur de lis d'or, au deuxème d'argent à l'arbre arraché de sinople, au troisème de sinople au chevreuil passant d'argent, au quatrième de sinople à trois épis de blé d'or rangés en fasce, en pointe de gueules au château d'argent; le tout entouré d'or. |
| Blason de Sainte-Sabine-sur-Longève | Détails | Ce blasonnement officiel comporte de nombreuses erreurs, dont voici une version plus conforme: Écartelé: au 1 d'azur à une fleur de lis d'or, au 2 d'argent à un arbre au naturel, au 3 de sinople à un chevreuil passant d'argent, au 4 de sinople à trois épis de blé d'or rangés en fasce; à la champagne de gueules abaissée à dextre et hausée à senestre chargée d'un au château donjonné d'argent; maçonné de sable; à la cotice ondée d'azur brochant sur le trait de la champagne selon sa pente, le tout enfermé dans une filière d'or. Adopté le 19 octobre 2023. |

| Blason de Sarge-les-le-Mans | Blason  | De sinople à deux chandeliers d'argent, à la champagne d'or crénelée de trois pièces et maçonnée de sable.                                                                                  |
| Blason de Sarge-les-le-Mans | Détails | Le sinople représente l'agriculture, la muraille d'or l'urbanisation, les chandeliers honorent la mémoire des deux prieurés de la commune. Le statut officiel du blason reste à déterminer. |

| Blason de Savigné-l'Évêque | Blason  | D'or au pal-champagne de sinople chargé en chef d'une fleur de lis du champ, adextré d'une crosse du second soutenue de cinq petits tourteaux de gueules rangés en demi-cercle, et senestré d'un fer à cheval renversé de sable percé du champ. |
| Blason de Savigné-l'Évêque | Détails | Le statut officiel du blason reste à déterminer. |

| Blason de Sillé-le-Guillaume | Blason  | De gueules à six lionceaux d'or ordonnés 3, 2 et 1.                             |
| Blason de Sillé-le-Guillaume | Détails | Armoiries des Barons de SILLÉ, adoptées par la municipalité le 24 octobre 1960. |

| Blason de Sille-le-Philippe | Blason  | Écartelé : au 1er taillé de gueules au lion d'argent, et d'azur à une fleur de lis d'or, au 2e d'argent à deux clés de sable passées en sautoir, au 3e d'argent à un château de quatre tours d'or sommé d'un loup de sable, chaque patte posée sur une tour, au 4e d'argent à trois flammes de gueules. |
| Blason de Sille-le-Philippe | Détails | Le 1er reprend, de façon stylisée, les armes du Maine, les clés du 2d évoquent saint Pierre à qui l'église du lieu est dédiée, le 3e évoque les châteaux de Passay et de Chanteloup, enfin, les flammes du 4e rappellent qu'à la suite d'un incendie, le village s'est longtemps appelé Sillé le Brûlé. * Il y a là non-respect de la règle de contrariété des couleurs : ces armes sont fautives (château d'or sur champ d'argent). |

| Blason de Solesmes | Blason  | De gueules à la burelle ondée d'argent surmontée d'une aigle au vol abaissé d'or et soutenue de deux crosses d'abbé adossées du même mouvant de la pointe. |
| Blason de Solesmes | Détails | Le statut officiel du blason reste à déterminer. |

| Blason de Souligné-sous-Ballon | Blason  | Écartelé : au 1er d'azur à 3 gerbes d'or, au 2d d'argent au lion de gueules couronné d'or, au 3e d'argent à deux fasces de sable, au 4e d'azur semé de fleurs de lys d'argent au lion du même armé, lampassé et couronné de gueules, brochant. |
| Blason de Souligné-sous-Ballon | Détails | Armoiries adoptées par la municipalité le 24 octobre 2008. |

| Blason de Spay | Blason  | Parti d'azur semé de fleurs de lys d'or (de France ancien), et d'un mi-parti d'azur à une église d'or ; le tout sommé d'un comble d'argent chargé de trois roses de gueules boutonnées du troisième ; le tout enfermé dans une bordure de gueules chargée d'un lion d'argent en chef à dextre. |
| Blason de Spay | Détails | Le statut officiel du blason reste à déterminer. |

| Blason de La Suze-sur-Sarthe | Blason  | D'azur au lévrier passant d'argent colleté et bouclé de gueules, au chef d'or chargé de trois étoiles de sable. |
| Blason de La Suze-sur-Sarthe | Détails | Armoiries adoptées le 27 janvier 1943 et confirmées par la municipalité le 15 mars 1961.                        |

Pas d'information pour les communes suivantes : Saint-Aignan, Saint-Aubin-de-Locquenay, Saint-Aubin-des-Coudrais, Saint-Biez-en-Belin, Saint-Calez-en-Saosnois, Saint-Christophe-du-Jambet, Saint-Christophe-en-Champagne, Saint-Cosme-en-Vairais, Saint-Denis-des-Coudrais, Saint-Georges-de-la-Couée, Saint-Georges-le-Gaultier, Saint-Germain-sur-Sarthe, Saint-Gervais-en-Belin, Saint-Jean-d'Assé, Saint-Jean-des-Échelles, Saint-Jean-du-Bois, Saint-Longis, Saint-Maixent, Saint-Marceau, Saint-Mars-d'Outillé, Saint-Mars-de-Locquenay, Saint-Martin-des-Monts, Saint-Michel-de-Chavaignes, Saint-Ouen-en-Belin, Saint-Ouen-en-Champagne, Saint-Paul-le-Gaultier, Saint-Pavace, Saint-Pierre-de-Chevillé, Saint-Pierre-des-Ormes, Saint-Pierre-du-Lorouër, Saint-Rémy-de-Sillé, Saint-Rémy-des-Monts, Saint-Ulphace, Saint-Victeur, Saint-Vincent-des-Prés, Saint-Vincent-du-Lorouër, Sainte-Cérotte, Sainte-Jamme-sur-Sarthe, Sainte-Osmane, Saosnes, Sarcé, Savigné-sous-le-Lude, Sceaux-sur-Huisne, Ségrie, Semur-en-Vallon, Sougé-le-Ganelon, Souillé, Souligné-Flacé, Soulitré, Souvigné-sur-Même, Souvigné-sur-Sarthe, Surfonds
- Haut – A
- B
- C
- D
- E
- F
- G
- H
- I
- J
- K
- L
- M
- N
- O
- P
- Q
- R
- S
- T
- U
- V
- W
- X
- Y
- Z

## T
| Blason de Teloché | Blason  | Tiercé en bande : au 1er d'azur à l'étoile d'argent, au 2d d'or à un casque gaulois de sinople, au 3e de gueules au lion léopardé d'or posé en bande. |
| Blason de Teloché | Détails | Le statut officiel du blason reste à déterminer. |

| Blason de Tennie | Blason  | Fascé contre-taillé d'argent et de sable.        |
| Blason de Tennie | Détails | Le statut officiel du blason reste à déterminer. |

| Blason de Tuffé | Blason  | De gueules à la fasce d'argent chargée d'un lion léopardé de sable, accompagnée de trois pots à anses d'or. |
| Blason de Tuffé | Détails | Armoiries adoptées par la municipalité le 29 avril 1961.Blason historique : Le 1er janvier 2016, les communes de Saint-Hilaire-le-Lierru et Tuffé ont fusionné pour former la commune nouvelle de Tuffé Val de la Chéronne. |

Pas d'information pour les communes suivantes : Tassé, Tassillé, Teillé, Terrehault, Théligny, Thoigné, Thoiré-sous-Contensor, Thoiré-sur-Dinan, Thorée-les-Pins, Thorigné-sur-Dué, Torcé-en-Vallée, Trangé, Tresson, Le Tronchet et Tuffé Val de la Chéronne.
- Haut – A
- B
- C
- D
- E
- F
- G
- H
- I
- J
- K
- L
- M
- N
- O
- P
- Q
- R
- S
- T
- U
- V
- W
- X
- Y
- Z

## V
| Blason de Vaas | Blason  | Écartelé de gueules à la fasce d'argent, et du même au pal du premier. |
| Blason de Vaas | Détails | Le statut officiel du blason reste à déterminer.                       |

| Blason de Vezot | Blason  | D'argent aux trois fermaux de gueules; à la bordure de même chargée d'une chaîne d'or. |
| Blason de Vezot | Détails | Les fermaux de gueules figurent sur celui retrouvé dans l'église et dont on ignore seigneur à qui il appartenait, les chaînes sont les attributs de saint Denis, le saint patron de la paroisse, la bordure de gueules vient du blason de la Sarthe (et du Maine). Adopté le 21 février 2022. |

| Blason de Vibraye | Blason  | D'azur au vilebrequin d'or.                      |
| Blason de Vibraye | Détails | Le statut officiel du blason reste à déterminer. |

| Blason de Vivoin | Blason  | D’azur à un pélican contourné avec sa piété, sur son aire, surmonté d’une trangle tréflée de trois pièces, le tout d’argent. |
| Blason de Vivoin | Détails | Le statut officiel du blason reste à déterminer.                                                                             |

| Blason de Voivres-lès-le-Mans | Blason  | Écartelé à trois épis de blé d'or rangés en fasce, et de gueules à trois têtes de lion d'or, les deux du chef du 2d adossées et du 3e contournées. |
| Blason de Voivres-lès-le-Mans | Détails | Le statut officiel du blason reste à déterminer.                                                                                                   |

| Blason de Vouvray-sur-Loir | Blason  | Coupé: au 1er de sinople à l'épée d'or versée en barre partageant un manteau du même, au 2e d'or à la guivre d'azur versée et ondoyante en pal; à la fasce d'azur bordée de deux filets d'argent et chargée de trois croisettes recroisetées au pied fiché d'or, brochante. |
| Blason de Vouvray-sur-Loir | Détails | Le statut officiel du blason reste à déterminer. |

Pas d'information pour les communes suivantes : Valennes, Vallon-sur-Gée, Vancé, Verneil-le-Chétif, Vernie, Villaines-la-Carelle, Villaines-la-Gonais, Villaines-sous-Lucé, Villaines-sous-Malicorne, Villeneuve-en-Perseigne, Vion, Viré-en-Champagne, Volnay, Vouvray-sur-Huisne
- Haut – A
- B
- C
- D
- E
- F
- G
- H
- I
- J
- K
- L
- M
- N
- O
- P
- Q
- R
- S
- T
- U
- V
- W
- X
- Y
- Z

## Y
| Blason de Yvré-l'Évêque | Blason  | Écartelé en sautoir : au 1er de gueules à la crosse d'or issante, au 2e d'azur à la fleur de lis d'or, au 3e d'argent au lion de sable, au 4e de sinople à la fasce ondée d'argent chargée d'un pont isolé de six arches de sable. |
| Blason de Yvré-l'Évêque | Détails | Le statut officiel du blason reste à déterminer. |

| Blason de Yvré-le-Pôlin | Blason  | D'azur aux deux poulains effarés affrontés d’argent soutenus d'une gerbe d'or. |
| Blason de Yvré-le-Pôlin | Détails | Les poulains d'argent sur fond d'azur, évoquent les origines et les richesses de la localité telles qu'elles sont connues depuis le XIIe siècle, et la gerbe d'or, la vocation rurale du village. La composition de ces armoieries est due à Gabriel Emmonet et le dessin a été exécuté par Le Bled. Armes parlantes. (poulains) Adoptées par le Conseil Municipal d'Yvré-le-Pôlin le 12 mai 1977 et dûment homologuées à la Préfecture de la Sarthe et aux Archives Nationales de Paris. |

- Haut – A
- B
- C
- D
- E
- F
- G
- H
- I
- J
- K
- L
- M
- N
- O
- P
- Q
- R
- S
- T
- U
- V
- W
- X
- Y
- Z